# Pierre-Ferdinand de Bausset-Roquefort
Pierre-Ferdinand de Bausset-Roquefort (Béziers, 31 dicembre 1757 – Aix-en-Provence, 29 gennaio 1829) è stato un arcivescovo cattolico francese.
È stato vescovo di Vannes e successivamente arcivescovo metropolita di Aix.

## Biografia
Di nobile famiglia provenzale, intraprese la carriera ecclesiastica e fu vicario generale dell'arcivescovo di Aix e poi del vescovo d'Orange.
Dopo la Rivoluzione francese, fu prete refrattario e, avendo rifiutato di prestare il giuramento imposto al clero dall'Assemblea nazionale, nel 1791 emigrò in Germania e poi in Italia insieme con suo zio Emmanuel-François de Bausset-Roquefort, vescovo di Fréjus.
Rientrato in patria sotto Napoleone, fu nominato canonico del capitolo metropolitano di Aix, poi vescovo di Vannes (ufficio che ricoprì dal novembre 1807 all'agosto 1817) e barone dell'Impero (1808). Dopo il ritorno di Luigi XVIII sul trono, nel 1817 fu nominato arcivescovo di Aix e, nel 1825, pari del Regno.

## Genealogia episcopale e successione apostolica
La genealogia episcopale è:
- Cardinale Guillaume d'Estouteville, O.S.B.Clun.
- Papa Sisto IV
- Papa Giulio II
- Cardinale Raffaele Sansone Riario
- Papa Leone X
- Papa Paolo III
- Cardinale Francesco Pisani
- Cardinale Alfonso Gesualdo di Conza
- Papa Clemente VIII
- Cardinale Pietro Aldobrandini
- Cardinale Laudivio Zacchia
- Cardinale Antonio Barberini, O.F.M.Cap.
- Cardinale Nicolò Guidi di Bagno
- Arcivescovo François de Harlay de Champvallon
- Arcivescovo Hardouin Fortin de la Hoguette
- Cardinale Henri-Pons de Thiard de Bissy
- Cardinale Charles-Antoine de la Roche-Aymon
- Arcivescovo Jérôme-Marie Champion de Cicé
- Arcivescovo Pierre-Ferdinand de Bausset-Roquefort

La successione apostolica è:
- Vescovo Jean-François-Marie Le Pappe de Trévern (1823)
- Vescovo Claude-Louis de Lesquen (1823)
- Arcivescovo Charles-Alexandre de Richery (1823)
- Vescovo Philippe-François Sausin (1823)
- Vescovo Jean-Joseph-Pierre Guigou (1824)
- Vescovo François-Joseph de Villeneuve-Esclapon (1827)